# إريك يندريشيك
إريك يندريشيك (بالسلوفاكية: Erik Jendrišek)‏ (مواليد 26 أكتوبر 1986 في ترستينا) لاعب كرة قدم سلوفاكي يلعب حاليا لصالح نادي شالكه الألماني .

## روابط خارجية
- إريك يندريشيك على موقع الاتحاد الدولي (مؤرشف)  (الإنجليزية)
- إريك يندريشيك على موقع الاتحاد الأوربي (الإنجليزية)
- إريك يندريشيك على موقع قاعدة بيانات كرة القدم.إي يو (الإنجليزية)
- إريك يندريشيك على موقع بيانات كرة القدم. دي إي (الألمانية)
- إريك يندريشيك على موقع ناشيونال فوتبول تيمز (الإنجليزية)
- إريك يندريشيك على موقع Soccerway.com (الإنجليزية)
- إريك يندريشيك على موقع عالم كرة القدم.نت (الإنجليزية)
- إريك يندريشيك على موقع AS.com (الإسبانية)